# Hipoteza o RNK svetu
Hipoteza o RNK svetu je pretpostavka da su samoreplikacioni molekuli ribonukleinske kiseline (RNK) bili prekurzori sadašnjeg života baziranog na dezoksiribonukleinskoj kiselini (DNK), RNK i proteinima. RNK ima sposobnost čuvanja genetičke informacije, slično DNK, i katalize hemijskih reakcija, poput enzima. Moguće je da je ona imala znatnu ulogu u evoluciji ćelijskog života.
Jedan pregled iz 2011. godine sugeriše da je više samoreplikacionih molekulskih sistema verovatno prethodilo RNK. Proteini koji su dovoljno veliki se samostalno saviju i imaju korisno dejstvo su se pojavili nako što je postala dostupna RNK koja bi katalisala peptidnu ligaciju ili aminikiselinsku polimerizaciju, mada su aminokiseline i kratki peptidi bili prisutni u ranijim smešama.
Pretpostavlja se da je RNK svet evoluirao u svet RNP enzima, kao što su ribozomi i ribozimi, pre nego što se razvio današnji DNK, RNK i proteinski svet. Smatra se da je DNK preuzela ulogu čuvanja podataka zbog njene povećane stabilnosti, dok su proteini, usled veće raznovrsnosti monomera (aminokiselina), preuzeli ulogu RNK u specijalizovanoj biokatalizi. Hipoteza o RNK svetu sugeriše da je RNK u modernim ćelijama evolucioni ostatak RNK sveta koji je prethodio našem. Isto tako, mnogi kritični kofaktori (ATP, Acetil-CoA, NADH, itd.) su bilo nukleotidi ili supstance koje su im blisko srodne.

## Literatura
- Cairns-Smith, A. G. (1993). Genetic Takeover: And the Mineral Origins of Life. Cambridge University Press.  0-521-23312-7.
- Orgel, L. E. (1994). „The origin of life on the Earth”. Scientific American. 271 (4): 76—83. PMID 7524147. doi:10.1038/scientificamerican1094-76.
- L. E. Orgel (2004). „Prebiotic Chemistry and the Origin of the RNA World”. Critical Reviews in Biochemistry and Molecular Biology. 39 (2): 99—123. ISSN 1549-7798. PMID 15217990. doi:10.1080/10409230490460765.
- Adrian Woolfson (2000). Life Without Genes. London: Flamingo. ISBN 978-0-00-654874-4.
- Vlassov, Alexander V.; Kazakov, Sergei A.; Johnston, Brian H.; Landweber, Laura F. (2005). „The RNA World on Ice: A New Scenario for the Emergence of RNA Information”. Journal of Molecular Evolution. 61 (2): 264—273. PMID 16044244. doi:10.1007/s00239-004-0362-7.
- Engelhart, Aaron E.; Hud, Nicholas V. (2011). „Primitive genetic polymers” (PDF). Cold Spring Harb Perspect Biol. doi:10.1101/cshperspect.a002196.

## Spoljašnje veze
- RNK svet (2001)
- Istraživanje novog RNK sveta (2004)